# Federica Busolini
Federica Busolini (ur. 22 lipca 1999) – włoska siatkarka, grająca na pozycji środkowej. Od sezonu 2019/2020 występuje w drużynie Libertas Martignacco.